# Rüschlikon
Rüschlikon is een gemeente en plaats in het Zwitserse kanton Zürich, en maakt deel uit van het district Horgen. Rüschlikon telt 4952 inwoners.
De plaats kreeg in 2012 internationale bekendheid door de Deense documentaire Stealing Africa, die zich concentreert op één steenrijke inwoner, Ivan Glasenberg, directeur van multinational Glencore, en de gevolgen van zijn ingezetenschap voor de (belasting)inkomsten van het hele dorp.

## Overleden
- Hulda Autenrieth-Gander (1913-2006), feministe